# 스티븐 테일러 (축구 선수)
스티븐 빈센트 테일러(Steven Vincent Taylor, 1986년 1월 23일 ~ )는 잉글랜드의 은퇴한 축구 선수이다. 수비수로 활약했다.

## 수상 경력
뉴캐슬 유나이티드
- 풋볼 리그 챔피언십: 2009-10